# 马利克·吴拉姆·穆罕默德
马利克·吴拉姆·穆罕默德（英語：Malik Ghulam Muhammad；1895年4月20日—1956年8月29日），第三任巴基斯坦总督（即英王兼任的巴基斯坦君主在該國之代表），曾担任巴基斯坦财政部部长，任内想修改宪法扩充总督的权限，并在1954年10月24日，解散制宪议会。一年後因病去職，不久逝世。